# Escudo de Nariño
Es el principal emblema y uno de los símbolos oficiales del departamento colombiano de Nariño. El sello fue creado por Guillermo Narvaez y Teodulo Camacho, y fue aprobado mediante la ordenanza número 025 del 23 de noviembre de 1999.

## Blasonado
Escudo de cinco partes de ancho por seis de largo. Bordura punteada de oro. Terciado en faja, la primera mantelada y las otras dos rectas. Lleva el primer mantel, montañas y volcanes en sinople y ríos en azur. En el segundo mantel, en azul con ondas de plata, un barco con tres palos navegando hacia la derecha del escudo. Ambos manteles poseen cielo en su color. La faja de en medio en campo de gules, lleva arriba en la intersección del corte del jefe, la figura natural de una estrella de cinco puntas en plata. En el centro de esta franja aparecen las figuras artificiales de un templo en estilo gótico, que representa el Santuario de las Lajas, y dos flechas a cada lado con dirección a la estrella. La franja inferior en campo de plata lleva la figura natural de una laguna, con una isla en medio de ella. Está en color azur, y la circundan cinco árboles, en su color. Al final del contorno del escudo cinta ondeante asida a él y con la inscripción en oro: “DEPARTAMENTO DE NARIÑO”.

## Diseño y significado de los elementos
El escudo consta de un campo bordeado de color oro, cortinado en su parte superior y cortado en su parte inferior.
Arriba, en la cortina de la parte derecha se ubican varias montañas y volcanes, y ríos, en representación de los valles y Cordilleras Andinas que comprende el departamento. En la cortina izquierda, un barco de tres palos dirigiéndose a la derecha sobre ondas de azur y plata, en representación de la cuenta pacífica nariñense, así como sus riquezas marítimas.
El campo central, de gules, contiene una estrella de cinco puntas con dos flechas que se dirigen hacia ella. La estrella representa la Estrella del Sur, que simboliza las Etnias del Departamento de Nariño, la luz de sus hombres de letras y el ideal de los antepasados y liderazgo de los fundadores del Departamento. Hacia ella apuntan todas las convicciones, el pensamiento, visiones, artes y destrezas humanas de los nariñenses, cualidades representadas en ambas flechas.
Abajo de la estrella y en el mismo campo se ubica un templo en estilo gótico, que representa el Santuario de Las Lajas.
Por último en la parte inferior sobre campo de color plata se ubica una laguna de azul con una isla en verde en medio de ella y rodeada de cinco árboles. Representa a la laguna de la Cocha, símbolo de humedales, reservas naturales y demás áreas protegidas; la isla simboliza la Isla de La Corota, emporio de riqueza en la fauna y en la flora, de estudio todavía desconocido. Los cinco árboles representan la flora única del Departamento, muy rica en especies nativas. 
Al final del contorno del escudo se encuentra una cinta ondeante asida a él y con la inscripción en oro "DEPARTAMENTO DE NARIÑO".